# Brephodrillia
Brephodrillia é um gênero de gastrópodes pertencente a família Drilliidae.

## Espécies
- Brephodrillia ella Pilsbry & Lowe, 1932
- Brephodrillia perfectus Pilsbry & Lowe, 1932